# 镇国寺 (河内市)

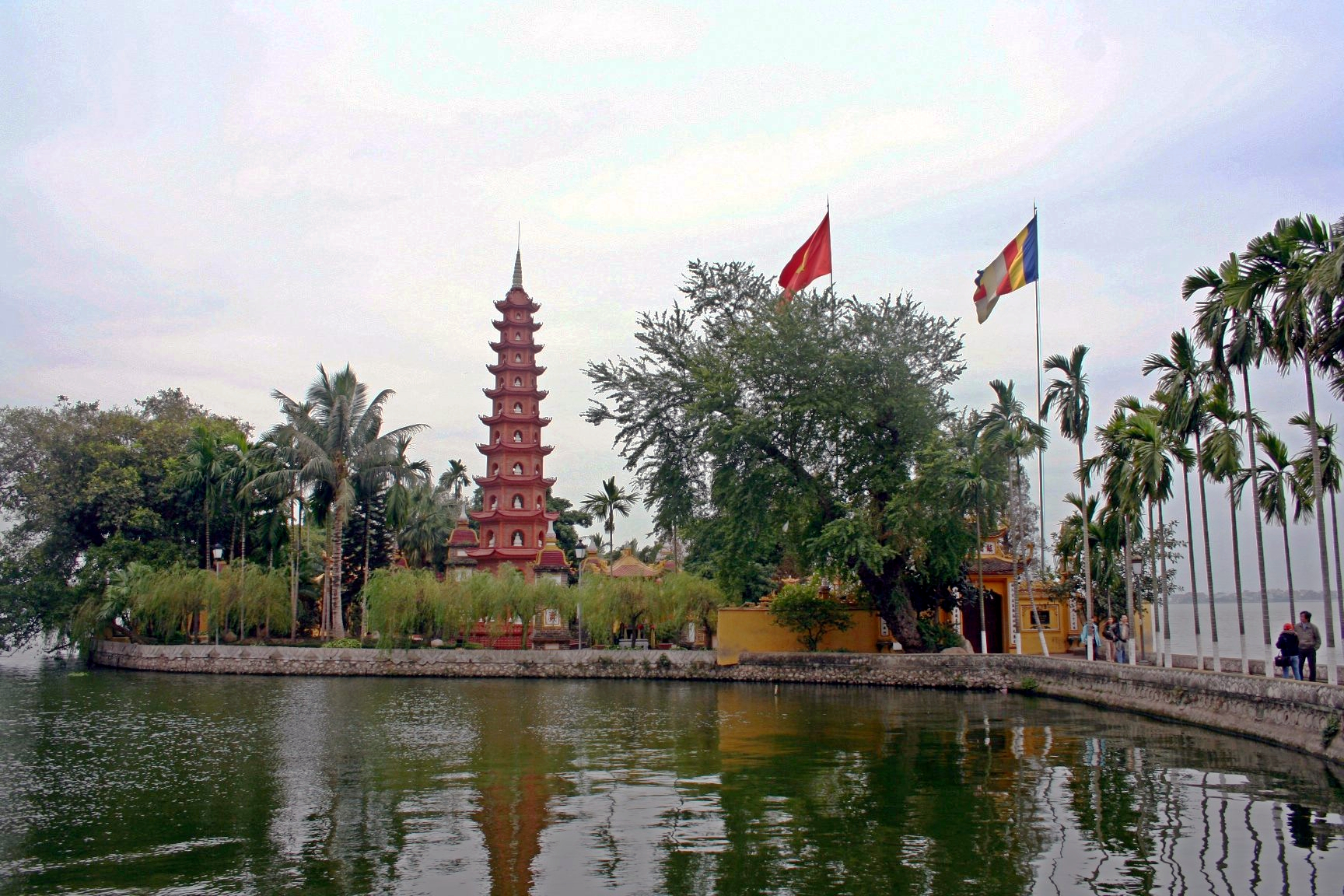
镇国寺

鎮國寺（越南语：／）是越南河内的一座佛寺，坐落於靠近西湖東南岸的一個小島上。

## 历史
镇国寺是河内最古老的佛寺，最初建于公元六世纪李南帝统治时期，名为开国寺，选址在红河岸边。由于河流的侵蚀，该寺在1615年搬迁到西湖中的金鱼岛，即今天的所在地。一条小堤道连接着陆地。
多年来，镇国寺曾命名为安国寺以及镇北寺。
镇国寺有一株菩提树，切割自印度菩提伽耶释迦牟尼顿悟得道的那株菩提树，是1959年印度总统拉金德拉·普拉萨德访问的礼物。